# No more troubles
No more troubles is een single van Sharif Dean. Het is behalve Do you love me? de enige succesvolle single in België. In Nederland bleef Do you love me? de enige hitsingle met enige weken een nummer 1-positie.

## Hitnotering

### BelgischeBRT Top 30
| Hitnotering: 8-12-1973 t/m 25-1-1974 | Hitnotering: 8-12-1973 t/m 25-1-1974 | Hitnotering: 8-12-1973 t/m 25-1-1974 | Hitnotering: 8-12-1973 t/m 25-1-1974 | Hitnotering: 8-12-1973 t/m 25-1-1974 | Hitnotering: 8-12-1973 t/m 25-1-1974 | Hitnotering: 8-12-1973 t/m 25-1-1974 | Hitnotering: 8-12-1973 t/m 25-1-1974 |
| Week:                                | 1                                    |                                      |                                      |                                      | 2                                    | 3                                    |                                      |
| ------------------------------------ | ------------------------------------ | ------------------------------------ | ------------------------------------ | ------------------------------------ | ------------------------------------ | ------------------------------------ | ------------------------------------ |
| Positie:                             | 30                                   | x                                    | x                                    | x                                    | 17                                   | 22                                   | uit                                  |